# 新谷功一
新谷 功一（しんたに こういち、1977年3月8日 - ）は、日本中央競馬会（JRA）・栗東トレーニングセンターの調教師。福岡県出身。

## 来歴
2人兄弟の長男として福岡県で産まれ、父は栗東トレセンで厩務員として働いていた。小学5年生の時に習い事の一環として乗馬を始める。
1995年に栗東高校を卒業し、同級生と共に北海道のファンタストクラブに就職する。1997年からは武田牧場で働き、1998年10月にJRA競馬学校厩務員課程に入学。1999年4月から福永甲厩舎で厩務員、6月から調教助手を務める。2000年7月から森秀行厩舎へ移籍する。
2008年9月に森厩舎を離れ、その後は湯窪幸雄厩舎、大久保龍志厩舎、高橋康之厩舎で調教助手を務める。2019年にJRA調教師免許試験に合格し、翌2020年に栗東トレセンで開業した。
2022年3月26日に行われたUAEダービーでクラウンプライドが優勝し開業2年目、初の海外遠征で重賞初制覇。6月15日に川崎競馬場で行われた関東オークスでグランブリッジが勝利し、国内重賞初制覇。2022年12月11日にカペラステークスでリメイクが優勝しJRA重賞初制覇となった。

## 調教師成績

### 概要
|                 | 日付           | 競馬場・開催    | レース名         | 出走馬             | 頭数 | 人気 | 着順 |
| --------------- | -------------- | --------------- | ---------------- | ------------------ | ---- | ---- | ---- |
| 初出走          | 2020年03月07日 | 01回阪神03日09R | 摂津特別         | コウエイダリア     | 12   | 3    | 9    |
| 初勝利          | 2020年03月28日 | 01回中京07日07R | 4歳以上1勝クラス | スマッシングハーツ | 14   | 2    | 1    |
| 重賞初出走      | 2020年03月14日 | 01回中京05日11R | ファルコンS      | ライチェフェイス   | 18   | 18   | 16   |
| 重賞初勝利      | 2022年03月26日 | メイダン05R     | UAEダービー      | クラウンプライド   | 16   | 6    | 1    |
| JRA・重賞初勝利 | 2022年12月11日 | 05回中山04日11R | カペラS          | リメイク           | 16   | 2    | 1    |
| GI級初出走      | 2022年12月04日 | 06回中京02日11R | チャンピオンズC  | クラウンプライド   | 16   | 4    | 2    |
| GI級初出走      | 2022年12月04日 | 06回中京02日11R | チャンピオンズC  | スマッシングハーツ | 16   | 10   | 7    |
| GI級初勝利      | 2024年12月11日 | 10回川崎03日11R | 全日本2歳優駿    | ミリアッドラヴ     | 11   | 2    | 1    |
| JRA・GI初勝利   |                |                 |                  |                    |      |      |      |

## 主な管理馬
GI級競走は太字表記。
- クラウンプライド（2022年UAEダービー、2023年コリアカップ、2024年マーキュリーカップ、コリアカップ）[6]
- グランブリッジ（2022年関東オークス、ブリーダーズゴールドカップ、2023年TCK女王盃、エンプレス杯、レディスプレリュード）
- ゴライコウ（2022年JBC2歳優駿）
- リメイク（2022年カペラステークス、2023年クラスターカップ、コリアスプリント、2024年リヤドダートスプリント、コリアスプリント）[7]
- ミリアッドラヴ（2024年エーデルワイス賞、全日本2歳優駿）
- サンライズジパング（2025年名古屋グランプリ）
- カズタンジャー（2025年マーキュリーカップ）

## 主な厩舎所属者
- 川島信二（2020年-2023年 騎手）